# Bongmyeon-geomsa
Bongmyeon-geomsa (복면검사?), noto anche con i titoli internazionali The Man in the Mask e Masked Prosecutor, è un drama coreano trasmesso su KBS2 dal 20 maggio al 9 luglio 2015.

## Trama
Ha Dae-chul è un procuratore all'apparenza frivolo e interessato solo alla carriera; in realtà, di notte si trasforma in un vigilante mascherato che punisce le persone "intoccabili" secondo i sistemi della legge. Al suo fianco, pur ignara della sua doppia identità, è presente l'investigatrice Min-hee, che con il suo carattere esuberante e la sua ferrea onestà è pronta praticamente a tutto per far trionfare la giustizia.